# Vila Chã (Esposende)
Vila Chã ist eine Gemeinde im Norden Portugals.

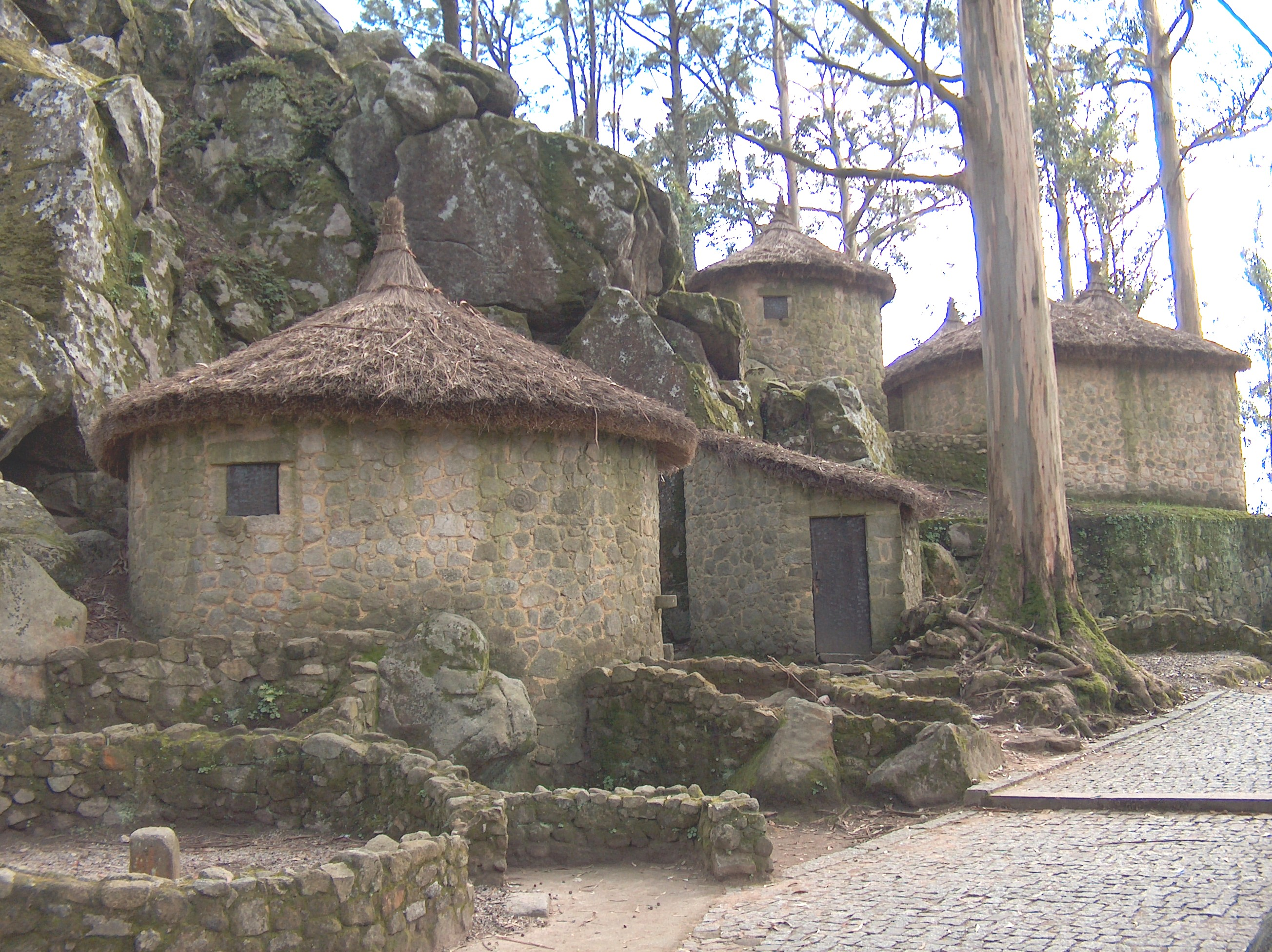
Castro de São Lourenço

Vila Chã gehört zum Kreis Esposende im Distrikt Braga, besitzt eine Fläche von 8,5 km² und hat 1255 Einwohner (Stand 19. April 2021).

## Bauwerke
- Castro de São Lourenço
- Dolmen von  Portelagem